# Porricondyla barberi
Porricondyla barberi är en tvåvingeart som beskrevs av Ephraim Porter Felt 1908. Porricondyla barberi ingår i släktet Porricondyla och familjen gallmyggor.
Artens utbredningsområde är Arizona. Inga underarter finns listade i Catalogue of Life.